# Roccaprebalza
Roccaprebalza è una piccola frazione del comune di Berceto, in provincia di Parma.
La località dista 2,85 km dal capoluogo.

## Geografia fisica
Roccaprebalza sorge alla quota di 560 m s.l.m. a fianco di uno sperone di roccia ofiolitica che si erge a picco sulla val Manubiola e sulla valle del suo affluente rio di Roccaprebalza, valicato in prossimità del borgo dal viadotto omonimo dell'autostrada A15.

## Storia
La località, nota all'epoca come Pietrabarza, sorse in epoca medievale accanto al castello, edificato per volere dell'autorità episcopale di Parma a presidio della vallata; la rocca fu menzionata per la prima volta nel 1220, nell'atto di conferma dei diritti feudali ai vescovi cittadini per volere dell'imperatore del Sacro Romano Impero Federico II di Svevia.
Nel 1355 il vescovo Ugolino de' Rossi cedette per debiti i domini episcopali di Roccaprebalza, Corniglio, Roccaferrara e Corniana al nipote Giacomo e al pronipote Bertrando, ma l'effettiva consegna avvenne solo quindici anni dopo.
Nel 1400 i fratelli Giacomo, Pietro e Giovanni de' Rossi ricevettero conferma dell'investitura dal papa Bonifacio IX, dal quel momento il feudo di Roccaprebalza seguì le vicende della vicina Berceto.
Nel 1464 Pier Maria II de' Rossi destinò nel testamento numerosi feudi appenninici, tra cui la contea di Berceto con Roccaprebalza e altre terre, al figlio Bernardo, che tuttavia premorì al padre; nel 1480 Pier Maria modificò quindi l'atto, destinando tali castellanie al figlio legittimato Bertrando. Alla morte di quest'ultimo, privo di eredi diretti, nel 1502, i suoi beni passarono al nipote Troilo I, che annetté i feudi alla contea di San Secondo.
Nel 1635 Troilo IV de' Rossi fu dichiarato reo di ribellione dal duca di Parma Odoardo I Farnese, che confiscò tutte le sue terre, comprendenti i feudi di San Secondo, Berceto, Roccaprebalza, Roccalanzona e Corniana. Il fratello Scipione I, che servì a lungo il regno di Spagna, nel 1657 riuscì con l'aiuto del re Filippo IV a convincere il duca Ranuccio II ad annullare il decreto del 1635, a fronte tuttavia di un elevatissimo esborso di denaro; la disastrosa situazione finanziaria nel 1666 lo costrinse a cedere tutti i feudi appenninici alla Camera ducale di Parma.
Nel 1707 il duca Francesco Farnese assegnò Berceto con Roccaprebalza ai marchesi Boscoli, che lo permutarono con Ravarano; nel 1736 subentrarono i conti Tarasconi Smeraldi, che ne mantennero il possesso fino all'abolizione dei diritti feudali decretata da Napoleone nel 1805.

## Monumenti e luoghi d'interesse

### Chiesa di San Biagio

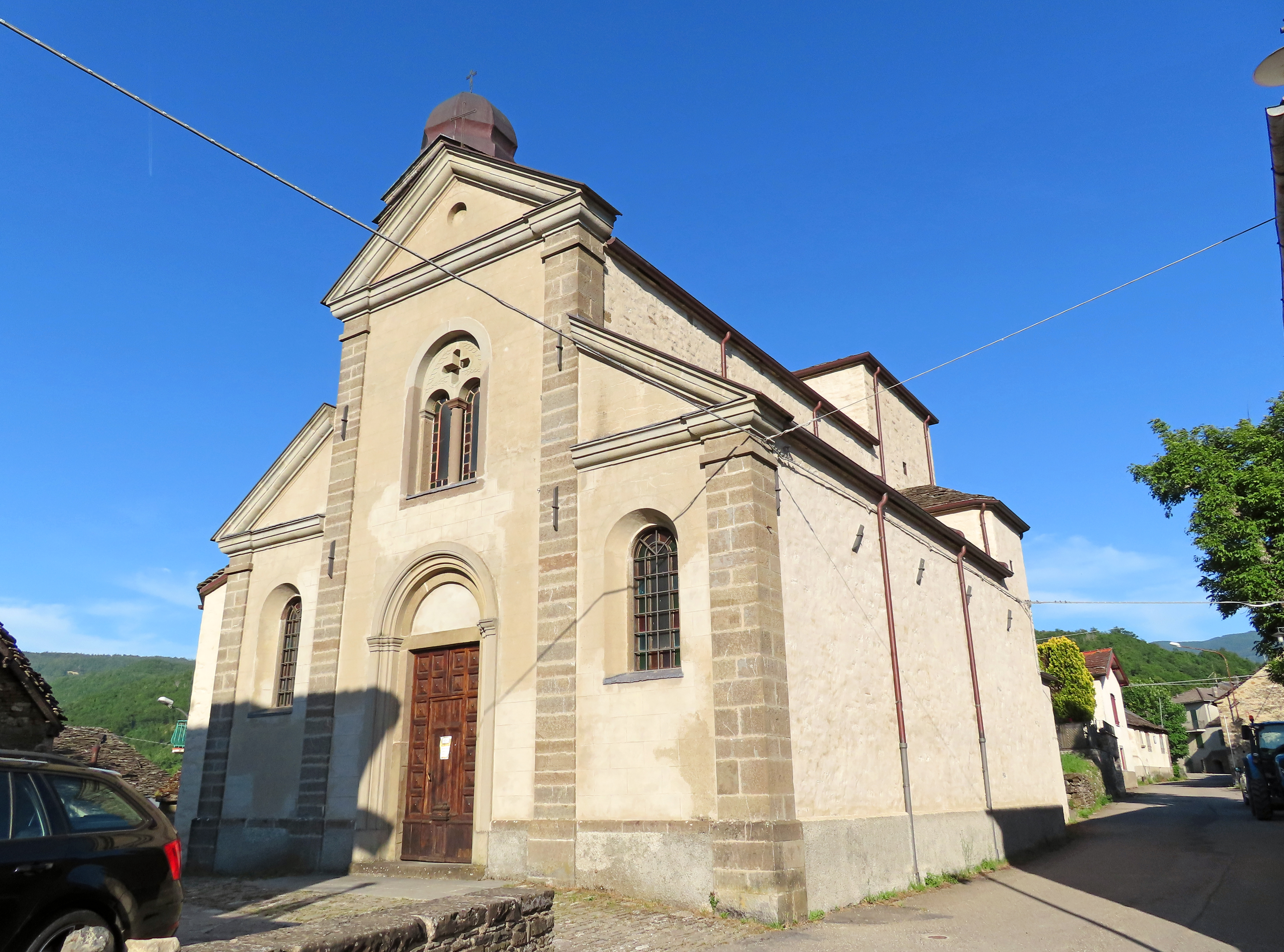
Chiesa di San Biagio

Menzionata per la prima volta nel 1230, la chiesa medievale fu dotata del campanile nel 1865; abbattuta nel 1926, fu ricostruita in stile neoromanico e consacrata nel 1932; arricchita della cappella del battistero nel 1951, fu restaurata e consolidata strutturalmente tra il 2012 e il 2013; il luogo di culto si sviluppa su un impianto a tre navate con presbiterio absidato e coperto da cupola.

### Castello

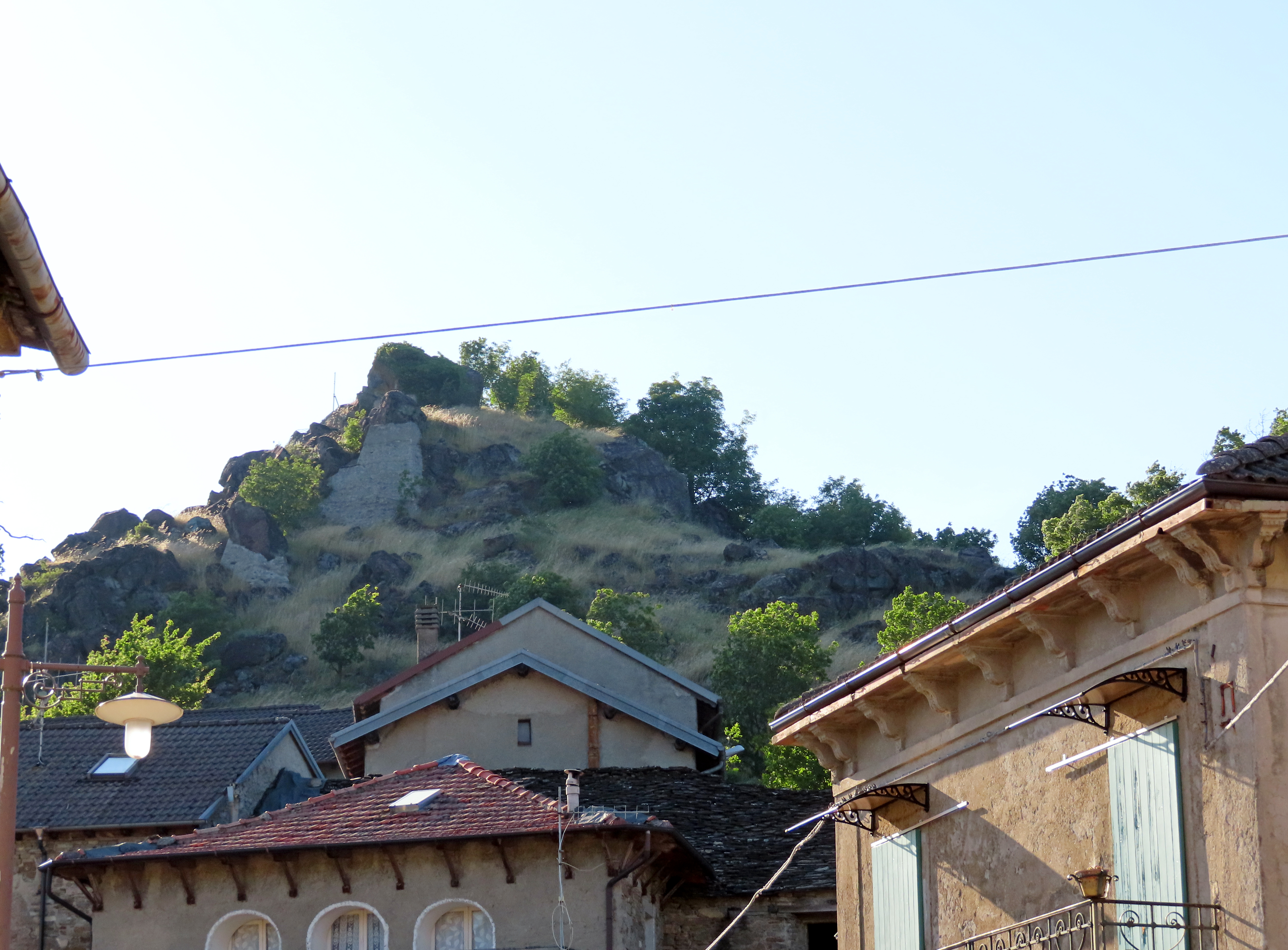
Ruderi del castello

Edificato in epoca medievale per volere dei vescovi di Parma, lo strategico castello passò nel 1355 ai Rossi, che lo mantennero fino al 1666; assorbito dalla Camera ducale di Parma, fu assegnato nel 1707 ai marchesi Boscoli e nel 1736 ai conti Tarasconi Smeraldi, che ne conservarono i diritti fino al 1805, quando il maniero, abbandonato da tempo, si presentava già in profondo degrado; ne rimangono soltanto pochi ruderi sulla cima dello sperone roccioso a picco sulla vallata e, stretto tra le case addossate del borgo, il rivellino con la volta d'accesso all'antica area fortificata.

### Casatorre Camisani
Edificata nel XVIII secolo, la casatorre in pietra sorge in continuità col rivellino d'accesso all'antico castello; sviluppata su tre livelli, è caratterizzata dalla presenza di cinque mensole per stendardi che aggettano dalla facciata; sormontata da un frontone triangolare al cui interno è collocata la colombaia, è coperta da un tetto a due falde in lose.

### Casatorre delle fate
Costruita forse già nel XV secolo oppure tra il XVI e i primi anni del XVII secolo, la stretta casatorre in pietra si erge tra le case adiacenti a margine della strada centrale; sviluppata su tre livelli, è caratterizzata dalla presenza di una finestra con cornice in arenaria decorata con un motivo a losanghe; sormontata da un piccolo frontone triangolare al cui interno è collocata la colombaia, è coperta da un tetto a due falde in lose.

### Casatorre capitozzata
Edificata tra il XV e il XVI secolo, la struttura in pietra sorge accanto alla casatorre Camisani, a margine della strada che conduceva al castello; sviluppata su due livelli, è caratterizzata dalla presenza di due portali con cornice in arenaria, di cui uno sormontato da un architrave a lunetta decorato con alcune incisioni simboliche e datato 28 maggio 1489; probabilmente ribassata in epoca imprecisata, è coperta da un tetto a due falde in lose.

### Bottega medievale
Costruita nel XVIII secolo, la struttura in pietra sorge lungo la strada centrale in prossimità del rivellino d'accesso all'antico castello; sviluppata su due livelli, è caratterizzata dalla presenza in facciata del portale d'ingresso affiancato da un'apertura per la vendita di merci, dalla tipica forma delle botteghe medievali; è coperta da un tetto a due falde in lose.